# رودولفو آلفتر
رودولفو آلفتر (اسپانیایی: Rodolfo Halffter‎؛ ‏ ۲۰ اکتبر ۱۹۰۰ – ۱۴ اکتبر ۱۹۸۷) آهنگساز و موسیقی‌دان اهل اسپانیا بود.
از فیلم‌ها یا مجموعه‌های تلویزیونی که وی در آن‌ها نقش داشته است، می‌توان به میشل استروگف اشاره نمود.